# Avilés (Gerichtsbezirk)
Der Gerichtsbezirk Avilés ist einer der 18 Gerichtsbezirke in der autonomen Gemeinschaft Asturien.
Der Bezirk umfasst 5 Gemeinden auf einer Fläche von 235,40 km² mit dem Hauptquartier in Avilés.

## Gemeinden
| Gemeinde              | Einwohner (2024) | Fläche km² | Dichte Einw./km² | Cod INE | Postleitzahl                      |
| --------------------- | ---------------- | ---------- | ---------------- | ------- | --------------------------------- |
| Avilés                | 75.351           | 26,81      | 2.811            | 33004   | 33400–33403                       |
| Castrillón            | 22.124           | 55,34      | 400              | 33016   | 33450, 33405, 33456–33459         |
| Corvera de Asturias   | 15.637           | 46,01      | 340              | 33020   | 33404, 33416                      |
| Gozón                 | 10.405           | 81,73      | 127              | 33025   | 33418, 33440, 33448, 33449, 33490 |
| Illas                 | 1.034            | 25,51      | 41               | 33030   | 33411                             |
| Gerichtsbezirk Avilés | 124.551          | 235,40     | 529              | –       | –                                 |